# Provincies van Frankrijk
Tijdens het ancien régime was Frankrijk onderverdeeld in provincies (provinces). Dit waren historisch semi-autonome gebieden die doorheen de tijd in het kroondomein waren opgenomen. Ze behielden doorgaans een eigen rechtsstelsel en soms ook een provinciale statenvertegenwoordiging (pays d'états). Met de Franse Revolutie in 1789 werden de provincies opgeheven voor een nieuwe onderverdeling in departementen. Gedurende een uitdovingsperiode van een tweetal jaar bestonden de provincies nog verder via commissariaten. De namen van de voormalige provincies worden nog steeds gebruikt in de geografie om natuurlijke regio's in Frankrijk aan te duiden. Een aantal hedendaagse regio's van Frankrijk dragen opnieuw de naam van deze provincies.

## Typering
De provincies, ook pays of landen genoemd, waren met de tijd ontstaan, en hun omvang en onderlinge verhouding varieerde. Een provincie kon deel uitmaken of onder controle staan van een andere provincie, zij het ook weer met privileges tegenover dat grotere geheel (zie verder onder de alfabetische lijst). Ook nadat de provincies in het kroondomein vielen, behielden ze hun eigen rechtsstelsels. In de noordelijke landen (pays de droit coutumier) was dat een gewoonterecht, in de zuidelijke landen (pays de droit écrit) een geschreven Romeins recht.
De tradities, privileges en belastingstelsels van de provincies liepen sterk uiteen. Naarmate de Franse monarchie verder centraliseerde, ontstonden nieuwe bestuurslagen die het particularisme terugdrongen en het belang van de provincies verminderden. Er kwamen généralités en intendances met fiscale, jurisdictionele en politionele bevoegdheden. Deze waren enigszins op de provinciale grenzen gebaseerd, maar lang niet altijd: grote provincies zoals Normandië kenden soms meerdere généralités, terwijl omgekeerd kleinere provincies tot één généralité konden behoren. Een ander bestuursniveau waren de politiek-militaire gouvernements bestuurd door gouverneurs, wier functie echter steeds meer ceremonieel werd. Voorts waren er de bisdommen en de rechtsgebieden van de parlementen. Ook deze indelingen vielen niet (volledig) samen met die van de provincies.
Vanwege de inherente complexiteit bestaat er geen officiële lijst van provincies. De hierna volgende lijst is gebaseerd op de militaire gouvernementen zoals deze bestonden in 1789 (nrs. 1 tot 33). Hij is aangevuld met gebieden die na de opheffing van de provincies in 1789 tot Frankrijk gingen behoren (nrs. 34 tot 39).
| De voormalige provincies, met de provinciale hoofdstad tussen haakjes | De voormalige provincies, met de provinciale hoofdstad tussen haakjes | De voormalige provincies, met de provinciale hoofdstad tussen haakjes |
| --- | --- | --------------------------------------------------------------------- |
| 1. Île-de-France (Parijs) 2. Berry (Bourges) 3. Orléanais (Orléans) 4. Normandië (Rouen) 5. Languedoc (Toulouse) 6. Lyonnais (Lyon) 7. Dauphiné (Grenoble) 8. Champagne (Troyes) 9. Aunis (La Rochelle) 10. Saintonge (Saintes) 11. Poitou (Poitiers) 12. Guyenne en Gasconje (Bordeaux) 13. Bourgondië (Dijon) 14. Picardië (Amiens) 15. Anjou (Angers) 16. Provence (Aix-en-Provence) 17. Angoumois (Angoulême) 18. Bourbonnais (Moulins) 19. Marche (Guéret) 20. Bretagne (Rennes) | 1. Maine (Le Mans) 2. Touraine (Tours) 3. Limousin (Limoges) 4. Foix (Foix) 5. Auvergne (Clermont-Ferrand) 6. Béarn (Pau) 7. Elzas (Straatsburg) 8. Artesië (Atrecht) 9. Roussillon (Perpignan) 10. Vlaanderen (Rijsel) 11. Franche-Comté (Besançon) 12. Lotharingen (Nancy) 13. Corsica (buiten de kaart, Ajaccio) 14. Nivernais (Nevers) 15. Avignon en Comtat Venaissin (van de Pauselijke Staat) 16. Mulhouse (vrije rijksstad) 17. Savoye (van Sardinië) 18. Nizza (van Sardinië) 19. Montbéliard (van Württemberg) | Provincies van Frankrijk                                              |

## Alfabetische lijst
In deze lijst is telkens bij de provincie een aantal deelgebieden geplaatst, die vaak ook nog een zekere zelfstandigheid behouden hadden. Er mag in deze onderprovincies geen rechtlijnig systeem gezocht worden. Het ancien régime kende nu eenmaal geen eenvormige constitutie, ook in Frankrijk niet: het was een optelling van allerlei verschillende rechten en regels. Deze lijst en de kaart hierboven mogen dus niet beschouwd worden als volledig en evenmin als stabiel in de tijd. Binnen in die zogenaamde onderprovincies waren er opnieuw heerlijkheden met allerlei uiteenlopende regelingen.
- Alsace (Elzas) - 27

met Basse-Alsace (Neder-Elzas), Haute-Alsace (Opper-Elzas), Sundgau (Sundgouw)
en met negen van de tien steden van de Tienstedenbond; de tiende, Landau, bleef na de Franse nederlaag in 1814 even officieel bij Frankrijk, kwam in 1815 onder Oostenrijks bestuur, en werd in 1816 met de rest van de Palts aan Beieren toegewezen.
- Angoumois - 17
- Anjou - 15

met Baugeois, Mauges, Saumurois, Segréen
- Artois (Artesië) - 28

met Boulonnais (Boonse) - op de kaart bij Picardië (14)
- Aunis - 9
- Auvergne - 25

met Artense, Brivadois, Caldagues, Carlades, Cézallier, Châtaigneraie, Combraille, Grande Limagne, Livradois, Margeride, Mauriacois, Monts Dôme, Monts Dore, Monts du Cantal, Planèze
- Basse-Navarre (Neder-Navarra) - op de kaart bij Béarn (26)
- Béarn - 26

met Soule
- Beaujolais - op de kaart bij Bourgondië (13)
- Berry - 2
- Bourbonnais - 18
- Bourgogne (Bourgondië) - 13

met Autunois, Auxerrois, Auxois, Bassigny, Châlonnois, Charollois, Dijonnais, Mâconnais, Bresse, Bugey, Dombes, Pays de Gex, Valromey
- Bretagne - 20

met Bro-Zol, Bro-Gwened, Bro-Gerne, Bro-Leon, Bro-Naoned, Bro-Roazhon, Bro-Sant-Brieg, Bro-Sant-Maloù, Bro-Dreger
- Champagne - 8

met Brie champenoise, Perthois, Rhemois, Senonais, Vallage
- Corse (Corsica) - 33 (buiten de kaart)

met Balagne
- Dauphiné - 7

met Baronnies, Briançonnois, Champsaur, Diois, Gapençais, Grésivaudan, Embrunais, Valentinois, Viennois
- Flandre (Vlaanderen) - 30

met Flandre maritime (Westhoek), Flandre wallonne (Rijsels-Vlaanderen), Hainaut (Henegouwen), Cambrésis (Kamerijkse)
- Pays de Foix - 24

met Donnezan
- Forez - op de kaart bij Lyonnais (6)
- Franche-Comté - 31
- Gascogne (Gasconje) - 12 (zuidoostelijk deel)

met Agenois, Armagnac, Bigorre, Comminges, Condomois, Couserans, Estarac, Grave, Lomagne, Marsan, Quatre-Vallées
- Guyenne - 12 (noordwestelijk deel)

met Bordelais, Bazadais, Chalosse, Labourd, Lannes, Périgord, Quercy, Rouergue
- Île-de-France - 1

met Beauvaisis, Brie française, Gâtinais, Hurepoix, Laonnois, Mantois, Quart de Noyon, Soisonnois, Vexin français, Valois
- Languedoc - 5

met Gévaudan, Velay, Vivarais
- Limousin - 23
- Lorraine (Lotharingen)

met Barrois
- Lyonnais - 6

met Plat pays de Lyonnais, Lyon (ville-stad), Franc-Lyonnais
- Maine - 21
- Marche - 19

met Combrailles
- Nivernais - 34
- Normandie (Normandië) - 4

met Avranchin, Pays d'Auge, Bessin, Pays de Bray, Campagne de Caen, Pays de Caux, Cotentin, Hiémois, le Houlme, Lieuvin, Campagne de Neubourg, Pays d'Ouche, Roumois, Campagne de Saint-André, Vexin normand
- Orange (Oranje), in 1713 bij de Dauphiné (7) gevoegd, op de kaart bij de Provence (5), omgeven door het Comtat Venaissin (35)
- Orléanais - 3

met Blésois, Pays chartrain, Dunois, Gâtinais, Vendômois, Perche, Perche-Gouët, Thimerais
- Picardie (Picardië) - 14

met Amienois, Ponthieu, Santerre, Thiérache, Vermandois, Vimeu
- Poitou 11
- Provence - 16
- Roussillon

met Cerdagne, Conflent
- Saintonge - 10
- Touraine - 22
- Trois-Évêchés, drie bisschopssteden Metz, Toul en Verdun, op de kaart opgenomen in Lotharingen (32)

### Gebieden die in 1789 geen deel uitmaakten van Frankrijk

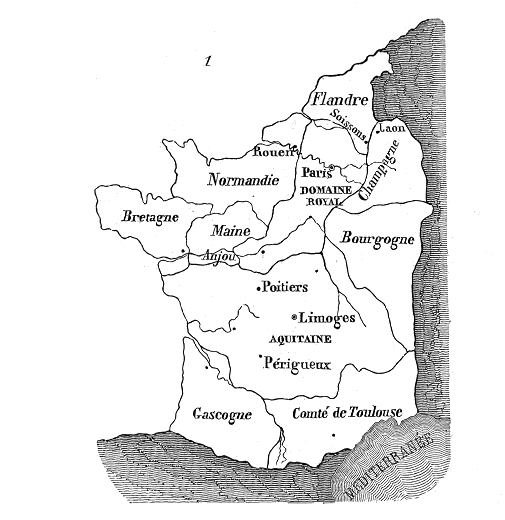
De grote Franse landen in de tiende eeuw: Vlaanderen, Champagne, Bourgondië, Toulouse, Gasconje, Aquitanië, Anjou, Maine, Bretagne, Normandië, en het koninklijke gebied

Het huidige Frankrijk evolueerde uit het oude West-Francië. Geleidelijk aan werden oostelijke provincies uit Midden-Francië aan het land toegevoegd.
Onderstaande gebieden zijn pas na 1789 aan Frankrijk toegevoegd, en zijn dus in de strikte betekenis nooit een Franse provincie geweest. Bij de annexatie werden ze meteen ingedeeld bij een departement.
- Avignon en Comtat Venaissin - 35
- Nice (vroeger Nizza) - 38
- Mulhouse (vroeger Mülhausen) - 36
- Savoie (vroeger Savoye) - 37

met Savoye zelf, Maurienne, Tarentaise, Genevois, Chablais, Faucigny
- Montbéliard - 39
- Vorstendom Salm - op de kaart bij Lotharingen

## Voetnoten
1. ↑  Marie-Laure Legay, "La fin du pouvoir provincial (4 août 1789-21 septembre 1791)", in: Annales historiques de la Révolution française, 2003, p. 25-53. DOI:10.4000/ahrf.821